# Radu Eliasz
Radu VIII Eliasz, rum. Radu Ilie Haidăul – hospodar wołoski w latach 1552–1553 z dynastii Basarabów. Syn hospodara Radu z Afumați.
Panowanie Radu Eliasza trwało jedynie kilka miesięcy i związane było z udaną wyprawą na Wołoszczyznę bojarów, którzy uciekli lub zostali wygnani do Siedmiogrodu przez Mirczę Pastucha. Po bitwie pod Mănești, która miała miejsce 16 listopada 1552 roku, Mircza Pastuch musiał się wycofać z kraju. Już wiosną 1553 roku obalony hospodar powrócił z siłami turecko-tatarskimi by restaurować swoją władzę i mimo odniesionego nad nimi zwycięstwa Radu Eliasz nie był w stanie utrzymać się na tronie, będąc zmuszonym do powrotu do Siedmiogrodu. Próbował jeszcze raz podjąć próbę zdobycia władzy na Wołoszczyźnie w sierpniu 1553 roku, prowadząc kolejną wyprawę skierowaną przeciwko Mirczy Pastuchowi. Tym razem jednak zakończyła się ona niepowodzeniem.